# Spodnja Draga
Spodnja Draga je naselje v Občini Ivančna Gorica.